# Greenport (hrabstwo Columbia)
Greenport – miasto w Stanach Zjednoczonych, w stanie Nowy Jork, w hrabstwie Columbia.